# Памфилија
Памфилија (антгрч. Παμφυλία [, модерно ]) је древни назив за област на југу Мале Азије, између Ликије и Киликије, а која се простирала од Медитерана до планине Таурус (савремена Анталија у Турској). На северу се граничила с Писидијом те била релативно мала, с обалом дужине 75 mi (121 km) и залеђем од 30 mi (48 km). Под римском управом је израз Памфилија почео подразумевати и Писидију, односно све области до границе с Фригијом и Ликаонијом, те га као такав користи и Птолемеј. 

## Име
Израз Памфилија (Pamphylia) дословно значи „сва племена“ (/pan/ „све“ + /phylē/ „племе“ ), који су је колонизирали. Постоји легендарни лик (Памфил, Памфилос, син Еигимија) који је то персонификовао.

## Порекло Памфилијаца
Мало је сумње да су Памфилијци и Писидијци били један те исти народ, али је Памфилија захваљујући колонизацији из Грчке и других земаља, те већој плодности, постала цивилизиранија од свог суседа. Међутим, разлике између две овласти постоје од раније. Херодот, који не спомиње Писидијце, наводи Памфилијце као народе Мале Азије, док Ефор наводи оба народа, правећи разлику између оног на обали и у залеђу. Рани Памфилијци, као и Ликијци, имали су властити алфабет, делимично под грчким утицајем, делимично под азијским, а од којих је сачувано неколико натписа. Легенда коју цитирају Херодот и Страбон, порекло Памфилијаца доводи у везу с Амфилохом и Калхом након тројанског рата. С друге стране историчари верују да су Памфилијци били азијског, односно мешаног порекла.

## Историја
Област Памфилије се у историји први пут спомиње у хетитским документима. У уговору између великог хетитског краља Тутхалије IV и његовог вазала, краља Тахунтаса, наводи се град „Парха“ (Перга), и „река Кастараја“ (у класично доба Кестрос, у данашњој Турској под именом Аксу).
Прво навођење „Памфилијаца“ их спомиње као народ покорен од стране Мермнадских краљева Лидије; касније су били поданици персијских и хеленистичких монарха. Након пораза Антиоха III Великог године 190. п. н. е. Римљани су их препустили Еумену од Пергама; али нешто након тога су постали партнери Писидијцима и Киликијцима у пиратским походима, град Сиде је постало главно пиратско средиште. Памфилија је краће време била под влашћу Аминте, краља Галатије, да би након његове смрти постала римска провинција. Памфилијци су у римско доба били хеленизирани, а иза себе су оставили импозанте трагове цивилизације у Перги, Аспендосу и Сидеу. 
Почетком 20. века област се населила избеглицама из Грчке, Крита и остатка Балкана, а поготово након грчко-турског рата почетком 1920-их.